# Székely Zoltán (vívó)
Székely Zoltán (Budapest, 1952. február 23. –) világbajnok magyar párbajtőrvívó, edző, kaszkadőr. Beceneve Cérna.

## Életpályája
Sportpályafutása az úszással indult, majd következett az öttusa, később a párbajtőrvívás. A franciaországi Clermont-Ferrandban rendezett 1981-es vívó-világbajnokságon egyéniben felnőtt világbajnoki címet szerzett.
1988 óta edzőként tevékenykedik. Dolgozott a „Dózsában” (ma: Újpesti TE) és az Orvosegyetem SC-ben, majd éveken át a szaúd-arábiai felnőtt férfi párbajtőr-válogatott edzője volt.
Rendszeresen részt vesz a Kincsem Park ügetőpályáján rendezett ügetőversenyeken.